# ヴァネッサ・マルケス
ヴァネッサ・マルケス（英: Vanessa Marquez、1968年12月21日 - 2018年8月30日）は、アメリカ合衆国の女優。アメリカのテレビドラマシリーズ『ER緊急救命室』の第1シーズンから第3シーズンまで登場した看護師ウェンディ・ゴールドマン役や、1988年の教師ドラマ映画『落ちこぼれの天使たち』の生徒アナ・デルガド役で知られる。

## 生涯

### キャリア
1992年、『となりのサインフェルド』のエピソード『チーバーの手紙』でキューバ大使館の事務局長役として出演。 『落ちこぼれの天使たち』での成功が映画とテレビにおける彼女の本格的なキャリアにつながり、1993年にはギャングの叙事詩的映画『ブラッド・イン ブラッド・アウト』と、独立系映画『風と共に去る20ドル!?』に出演した。テレビでは、人気番組『メルローズ・プレイス』にゲストで、『マルコム・アンド・エディー』の準レギュラーとして出演した。ヴォーカリストの一面もあり、2000年の映画『アンダー・サスピション』には歌手として出演した。

### 闘病
2000年代までは、いくつかの映画やテレビドラマに出演しているが以後の彼女のキャリアは詳らかではない。その後は2005年にリアリティ番組「intervention」で、「買い物依存症とうつ病、OCD（強迫性障害）などに苦しんでおり、自己破産寸前」の患者として登場した。2013年には彼女のYoutubeアカウントの動画の中に自らを自己免疫疾患の治療を受けているという物があり闘病中であることをうかがわせた。
次にヴァネッサ・マルケスの名前が知られたのは、2017年であった。「ER撮影現場におけるセクハラと民族差別が存在し、第4シーズンのオファーを断わった」という一連のツイートである。2018年9月1日現在、当該アカウント@vanessathoughtは凍結されている。

### 死亡
2018年8月30日、サウス・パサデナの自宅で、警察官によって射殺された。関係機関は生活保護手当小切手の管理のために彼女の自宅へ呼ばれたところ、呼び出したヴァネッサ・マルケス本人が、疾病発作を起こしているのを発見し、彼女が精神上の問題による悩みも抱えていることも判明した。ロサンゼルスの精神保健ワーカーも交えて医療機関の支援を受けるよう説得したが、マルケスは警察官に拳銃と思わしきものを向け発砲を仄めかした為、其の警察官はマルケスに発砲した。後の調べで、その武器はBB弾を使うエアソフトガンと判明した。2020年3月に警察官のボディカメラ映像がYouTube上に公開された。動画にはヴァネッサが警官に拳銃を向けている瞬間が映っている。
彼女のこの最期は、あえて危険な行動を取ることで、警察官が己を殺害するように仕向ける「警察による自殺」との指摘がある。